# Вишня, Мария
Мария Вишня (исп. María Vischnia, полное имя Мария Ви́шня Пётни́ца де Буве́, исп. María Vischnia пол. Piotnica фр. de Bouvet; род. 1933, Монтевидео) — уругвайская скрипачка.
Родилась в семье польских иммигрантов. Училась в Монтевидео у Оскара Кьоло (исп. Oscar Chiolo), ученика Сезара Томсона. В семнадцатилетнем возрасте благодаря правительственной стипендии продолжила образование в Парижской консерватории, получив диплом в 1951 году. Затем с 1953 года училась в Лондоне по стипендии Британского совета. В 1954 году выиграла в Гилдхоллской школе музыки Конкурс скрипачей имени Карла Флеша, опередив разделивших второе место Джека Ротштейна и Тревора Уильямса. В том же году совершила гастрольный тур по Великобритании, поскольку одной из наград конкурса был ангажемент с Лондонским филармоническим и Ливерпульским филармоническим оркестрами.
В 1957 году вышла замуж за француза Анри Буве и вернулась из Европы, обосновавшись в Бразилии. На протяжении многих лет (вплоть до конца 1990-х гг.) первая скрипка Струнного квартета Сан-Паулу. Творчески сотрудничала с композитором Камарго Гуарньери, посвятившим ей сонату для скрипки и фортепиано № 5 (1961). Записала концерт для скрипки и гобоя с оркестром BWV 1060R Иоганна Себастьяна Баха с дирижёром Мишелем Корбозом. Преподавала в Школе искусств Университета Сан-Паулу.